# La Dama
Damaris Abad Anselmo (* 25. Juli 1986 in Tomares, Spanien), bekannt vor allem unter der Kurzform ihres Vornamens Dama bzw. La Dama, welche sie als ihren Künstlernamen benutzt, ist eine spanische Liedermacherin und Sängerin, die sich hauptsächlich im Genre des Latin Pop bewegt. Ihr Spezialgebiet ist der Bachata.

## Leben und Wirken
Damaris Abad wurde 1986 in der Kleinstadt Tomares nahe Sevilla geboren. Seit ungefähr 2005 residiert sie in Boadilla del Monte, nahe der spanischen Hauptstadt Madrid. Sie stammt aus einer Familie, die sich der Musik verschrieben hat: Ihr Vater Rafael, ihr Bruder Daniel sind Musiker. Ihr anderer Bruder, Rasel, ist ein bekannter und einflussreicher Musiker im Bereich der Urban Music und des Flamencos.
Damas Leidenschaft ist der Bachata. Sie fühlt sich inspiriert durch Elvis a Triana, den sie in ihrer Jugend hörte, und durch Romeo Santos, welchen sie als ihren derzeitigen favorisierten Künstler bezeichnet. Ihre Karriere begann mit einem Casting für die Besetzung des Chors des spanischen Liedermachers Melendi. In dessen Co-Produktion entstand 2008 Damas erstes und bisher einziges Album Sube que te llevo. Es erschien in Melendis eigener Produktionsfirma Blue Monkey Music. Zeitgleich gingen beide auch eine private Beziehung ein, aus der ein Sohn (* 2011) hervorging. 2014 nahm sie an der spanischen Ausscheidung für den Eurovision Song Contest teil, belegte dort jedoch den letzten Platz. 2015 war sie Patin bei der Kinder-Talentshow Pequeños Gigantes (kleine Riesen) des spanischen Senders Telecinco.

## Charterfolge
Am 29. Januar 2012 erreichte die Single Cuestión de Prioridades por el Cuerno de África von Melendi, mit Dama, Dani Martín, Pablo Alborán, Rasel, Malú, Carlos Baute Platz 36 in den spanischen Charts.
Im Januar 2022 wurde die Single Casualidad, ft. Jhonel (2021) im italienischen Online-Musikjournal BalloBachata mit Platz eins ausgezeichnet.

## Diskographie

### Alben
- Sube que te llevo (2008)

### Singles
- Malo Corazón (2025)
- 100Cosas, mit Román (2024)
- La Mirá (2024)
- Dile a Ella (2023)
- Briciola (2023)
- Sabueso
- Adicta, ft. Mayinbito (2023)
- La Mala (2022)
- Provenza (2022), Cover-Version des gleichnamigen Liedes von Karol G
- Acércate Un Poquito, ft. Luis Miguel Del Amargue
- Si eso pasó, ft. G Face
- Casualidad, ft. Jhonel (2021)
- Amor De Niña
- Veneno, ft. Mocadita
- El Recuerdo
- Así Fue
- Antes que tú
- Amor de Verdad
- La Moto, ft. Descemer Bueno, El Micha
- El Perdón
- La Clave (2014)

### Gastauftritte
- Bipolar, mit Dani J.
- Aviso, mit Henry Méndez, José de Rico
- Porque Tu Te Vas, mit Dr. Bellido (2016)
- Cuestión de Prioridades por el Cuerno de África, mit Melendi, Dani Martín, Pablo Alborán, Rasel, Malú, Carlos Baute (2012)